# Juŋkájávrre
Juŋkájávrre, enligt tidigare ortografi Junkajaure, är en sjö i Jokkmokks kommun i Lappland och ingår i Luleälvens huvudavrinningsområde. Sjön har en area på 0,469 kvadratkilometer och ligger 1239 m ö.h. Junkajaure ligger i Padjelanta Natura 2000-område. Sjön avvattnas av ett biflöde till Riggoajvejåhkå som i sin tur är ett biflöde till vattendraget Darreädno.

## Delavrinningsområde
Juŋkájávrre ingår i det delavrinningsområde (745851-154984) som SMHI kallar för Ovan 745746-155264. Medelhöjden är 1 246 meter över havet och ytan är 9,24 kvadratkilometer. Det finns inga avrinningsområden uppströms utan avrinningsområdet är högsta punkten. Lilla Luleälven (Darraädno) som avvattnar avrinningsområdet har biflödesordning 2, vilket innebär att vattnet flödar genom totalt 2 vattendrag innan det når havet efter 355 kilometer. Avrinningsområdet består mestadels av kalfjäll (95 procent). Avrinningsområdet har 0,47 kvadratkilometer vattenytor vilket ger det en sjöprocent på 5,1 procent.